# Tour de Kyushu 2023
Il Tour de Kyushu 2023, prima edizione della corsa, valevole come prova dell'UCI Asia Tour 2023 categoria 2.1, si svolse in tre tappe dal 7 al 9 ottobre 2023 su un percorso di 381 km, con partenza da Kitakyushu e arrivo a Hita, nella regione giapponese di Kyushu. La vittoria fu appannaggio del kazako Andrey Zeits, il quale completò il percorso in 9h13'30", alla media di 41,301 km/h, precedendo l'italiano Antonio Nibali ed l'australiano William Eaves.
Sul traguardo di Hita 74 ciclisti, su 103 partiti da Kitakyushu, portarono a termine la competizione.

## Tappe
| Tappa  | Data      | Percorso                | km  | Vincitore di tappa | Leader cl. generale |
| ------ | --------- | ----------------------- | --- | ------------------ | ------------------- |
| 1ª     | 7 ottobre | Kitakyushu > Omuta      | 144 | Naoki Kojima       | Naoki Kojima        |
| 2ª     | 8 ottobre | Minamioguni > Minamiaso | 108 | Andrey Zeits       | Andrey Zeits        |
| 3ª     | 9 ottobre | Hita > Hita             | 129 | Declan Trezise     | Andrey Zeits        |
| Totale | Totale    | Totale                  | 381 |                    |                     |

## Squadre e corridori partecipanti
Al via 18 formazioni.
| N.    | Cod. | Squadra                        |
| ----- | ---- | ------------------------------ |
| 1-6   | AST  | Astana Qazaqstan Team          |
| 11-16 | BEB  | Bolton Equities Black Spoke    |
| 21-26 | AIS  | Aisan Racing Team              |
| 31-36 | ARA  | ARA Skip Capital               |
| 41-46 | EFD  | EF Education-Nippo Development |
| 51-56 | G4G  | Go For Gold Philippines        |
| 61-66 | UKO  | JCL Team Ukyo                  |
| 71-76 | KIN  | Kinan Cycling Team             |
| 81-86 | MTR  | Matrix Powertag                |

| N.      | Cod. | Squadra                            |
| ------- | ---- | ---------------------------------- |
| 91-96   | R0I  | Roojai Online Insurance            |
| 101-105 | SMN  | Shimano Racing                     |
| 111-116 | SPA  | Sparkle Oita Racing Team           |
| 121-125 | STG  | St George Continental Cycling Team |
| 131-136 | BGT  | Team Bridgestone Cycling           |
| 141-146 | TSG  | Terengganu Polygon Cycling Team    |
| 151-156 | BLZ  | Utsunomiya Blitzen                 |
| 161-166 | VCF  | VC Fukuoka                         |
| 171-176 | VCH  | Victoire Hiroshima                 |

## Dettagli delle tappe

### 1ª tappa
- 7 ottobre: Kitakyushu > Omuta – 144 km

Risultati
| Pos. | Corridore             | Squadra     | Tempo    |
| ---- | --------------------- | ----------- | -------- |
| 1    | Naoki Kojima          | Bridgestone | 3h18'48" |
| 2    | Jambaljamts Sainbayar | Terengganu  | s.t.     |
| 3    | Youcef Reguigui       | Terengganu  | s.t.     |

| Pos. | Corridore             | Squadra     | Tempo    |
| ---- | --------------------- | ----------- | -------- |
| 1    | Naoki Kojima          | Bridgestone | 3h18'35" |
| 2    | Jambaljamts Sainbayar | Terengganu  | a 7"     |
| 3    | Youcef Reguigui       | Terengganu  | a 9"     |

### 2ª tappa
- 8 ottobre: Minamioguni > Minamiaso - 108 km

Risultati
| Pos. | Corridore      | Squadra  | Tempo    |
| ---- | -------------- | -------- | -------- |
| 1    | Andrey Zeits   | Astana   | 2h57'12" |
| 2    | Antonio Nibali | Astana   | a 21"    |
| 3    | Yuhi Todome    | EF-Nippo | s.t.     |

| Pos. | Corridore      | Squadra  | Tempo    |
| ---- | -------------- | -------- | -------- |
| 1    | Andrey Zeits   | Astana   | 6h15'50" |
| 2    | Antonio Nibali | Astana   | a 25"    |
| 3    | Yuhi Todome    | EF-Nippo | a 27"    |

### 3ª tappa
- 9 ottobre: Hita > Hita - 129 km

Risultati
| Pos. | Corridore       | Squadra  | Tempo    |
| ---- | --------------- | -------- | -------- |
| 1    | Declan Trezise  | ARA      | 2h57'32" |
| 2    | Ryan Cavanagh   | Kinan    | s.t.     |
| 3    | Benjamin Dyball | Victoire | a 2"     |

| Pos. | Corridore      | Squadra | Tempo    |
| ---- | -------------- | ------- | -------- |
| 1    | Andrey Zeits   | Astana  | 9h13'30" |
| 2    | Antonio Nibali | Astana  | a 25"    |
| 3    | William Eaves  | ARA     | a 33"    |

## Evoluzione delle classifiche
| Tappa              | Vincitore          | Classifica generale Maglia azzurra | Classifica a punti Maglia rossa | Classifica scalatori Maglia a pois blu | Classifica giovani Maglia verde | Classifica a squadre                |
| ------------------ | ------------------ | ---------------------------------- | ------------------------------- | -------------------------------------- | ------------------------------- | ----------------------------------- |
| 1ª                 | Naoki Kojima       | Naoki Kojima                       | Naoki Kojima                    | Muhammad Mohd Zariff                   | William Eaves                   | Bolton Equities Black Spoke         |
| 2ª                 | Andrey Zeits       | Andrey Zeits                       | Naoki Kojima                    | Benjamín Prades                        | Yuhi Todome                     | EF Education-Nippo Development Team |
| 3ª                 | Declan Trezise     | Andrey Zeits                       | Naoki Kojima                    | Benjamín Prades                        | William Eaves                   | EF Education-Nippo Development Team |
| Classifiche finali | Classifiche finali | Andrey Zeits                       | Naomi Kojima                    | Benjamín Prades                        | William Eaves                   | JCL Team Ukyo                       |

Maglie indossate da altri ciclisti in caso di due o più maglie vinte
- Nella 2ª tappa Jambaljamts Sainbayar ha indossato la maglia blu al posto di Naoki Kojima.

## Classifiche finali

### Classifica generale - Maglia azzurra
| Pos. | Corridore             | Squadra    | Tempo    |
| ---- | --------------------- | ---------- | -------- |
| 1    | Andey Zeits           | Astana     | 9h13'30" |
| 2    | Antonio Nibali        | Astana     | a 25"    |
| 3    | William Eaves         | ARA        | a 33"    |
| 4    | Benjamín Prades       | JCL        | a 35"    |
| 5    | Benjamin Dyball       | Victoire   | a 39"    |
| 6    | Leonel Quintero       | Victoire   | a 54"    |
| 7    | Ryan Cavanagh         | Kinan      | a 1'04"  |
| 8    | Masahiro Ishigami     | Kinan      | a 2'19"  |
| 9    | Jambaljamts Sainbayar | Terengganu | a 2'28"  |
| 10   | James Oram            | Bolton     | a 2'34"  |

### Classifica a punti - Maglia rossa
| Pos. | Corridore             | Squadra     | Punti |
| ---- | --------------------- | ----------- | ----- |
| 1    | Naoki Kojima          | Bridgestone | 41    |
| 2    | Benjaminm Dyball      | Victoire    | 37    |
| 3    | Ryan Cavanagh         | Kinan       | 33    |
| 4    | Jambaljamts Sainbayar | Terengganu  | 33    |
| 5    | Andrey Zeits          | Astana      | 29    |

### Classifica scalatori - Maglia a pois blu
| Pos. | Corridore            | Squadra    | Punti |
| ---- | -------------------- | ---------- | ----- |
| 1    | Benjamín Prades      | JCL        | 49    |
| 2    | Andrey Zeits         | Astana     | 31    |
| 3    | Ryan Cavanagh        | Kinan      | 18    |
| 4    | Antonio Nibali       | Astana     | 18    |
| 5    | Muhammad Mohd Zariff | Terengganu | 17    |

### Classifica giovani - Maglia verde
| Pos. | Corridore          | Squadra    | Punti    |
| ---- | ------------------ | ---------- | -------- |
| 1    | William Eaves      | ARA        | 9h14'03" |
| 2    | Victor Vercouillie | Bolton     | a 3'09"  |
| 3    | Jo Hashikawa       | EF-Nippo   | a 6'23"  |
| 4    | Declan Trezise     | ARA        | a 14'38" |
| 5    | Kazuto Minami      | VC Fukuoka | a 15'00" |

### Classifica a squadre
| Pos. | Squadra                     | Tempo     |
| ---- | --------------------------- | --------- |
| 1    | EF Education-Nippo DT       | 27h51'36" |
| 2    | JCL Team Ukyo               | a 2'15"   |
| 3    | Bolton Equities Black Spoke | a 7'01"   |
| 4    | Kinan Cycling Team          | a 8'12"   |
| 5    | Victoire Hiroshima          | a 11'04"  |